# Jerlochovice

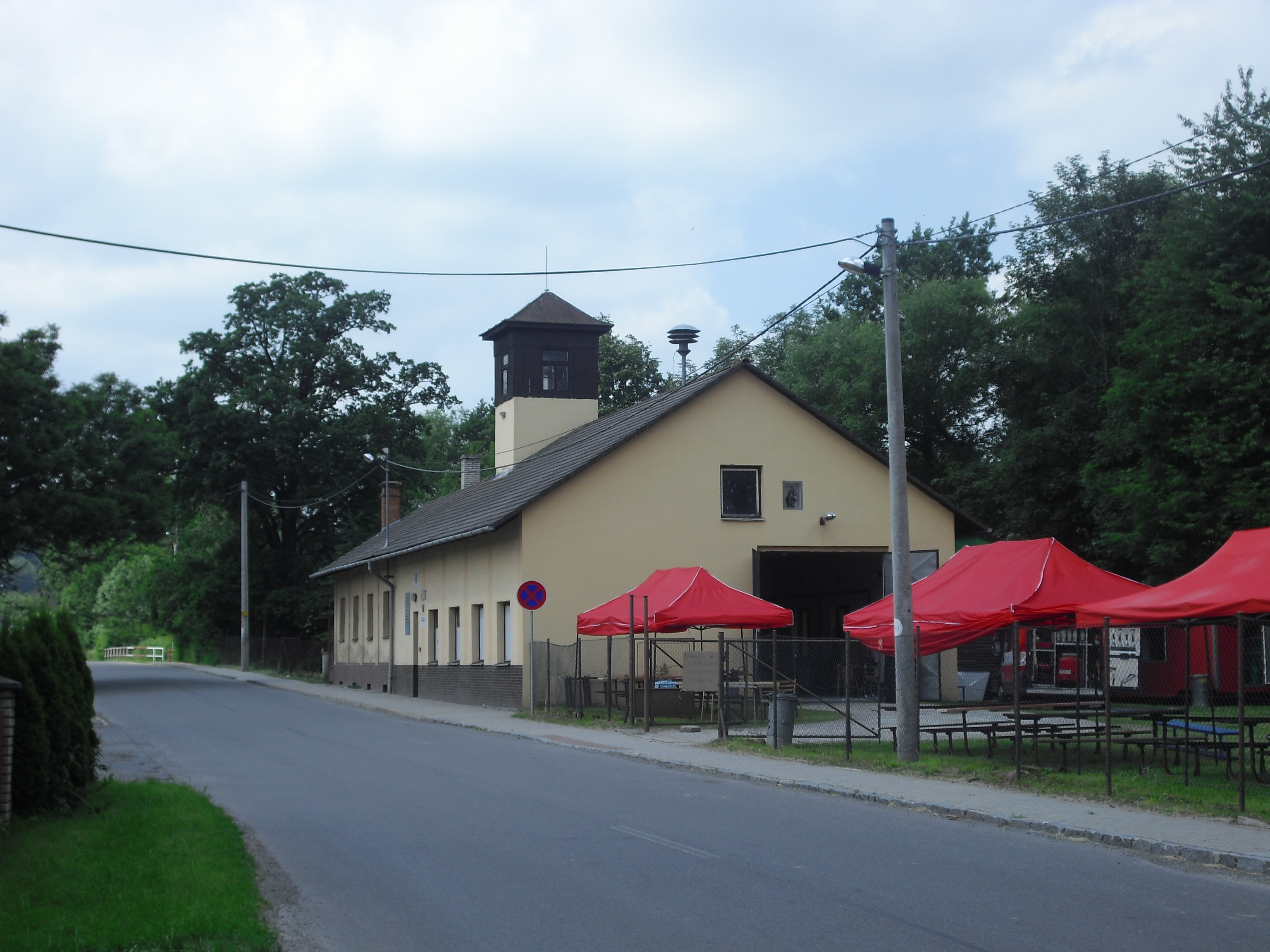
Spritzenhaus

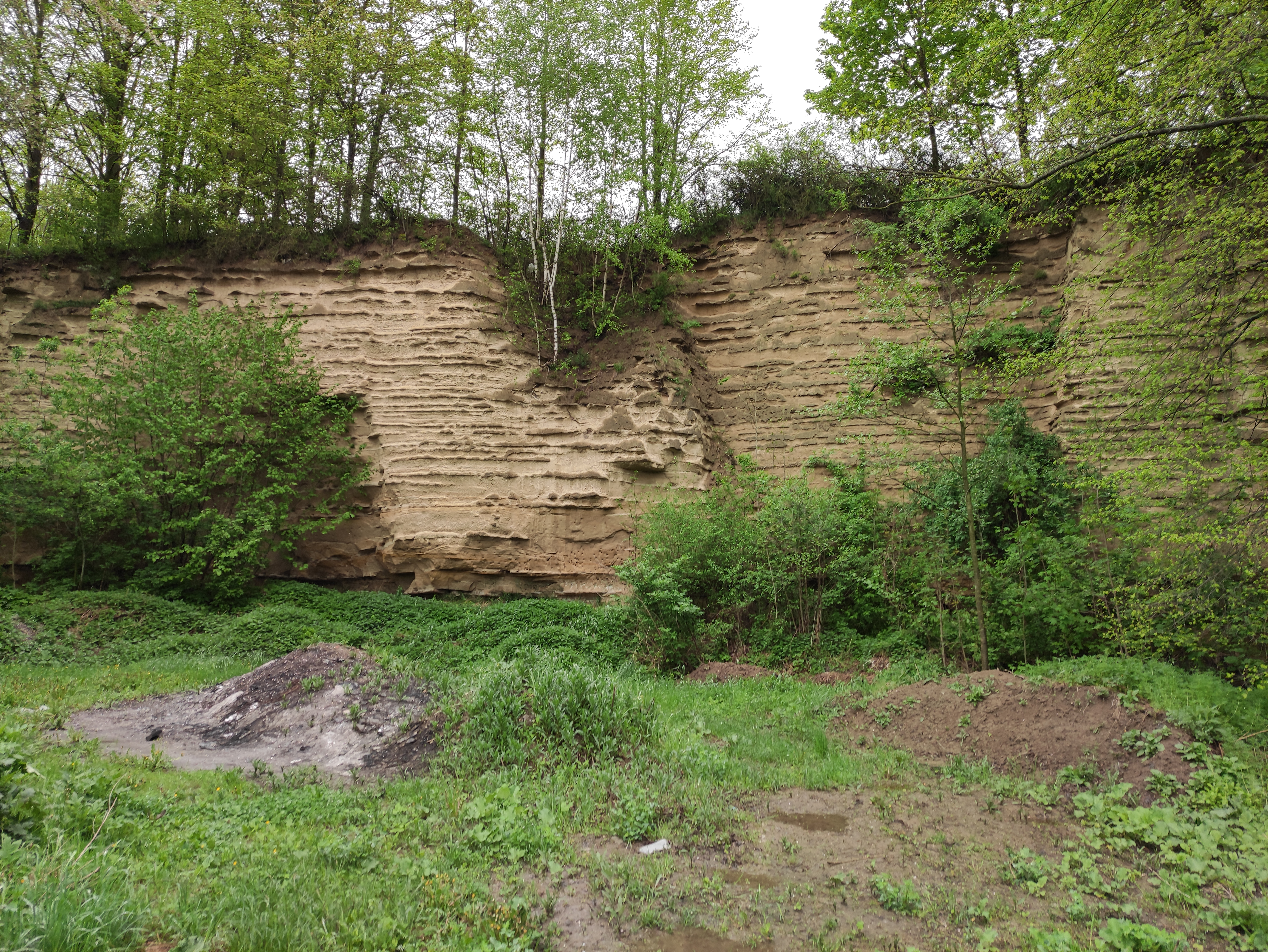
Jerlochovické stěny

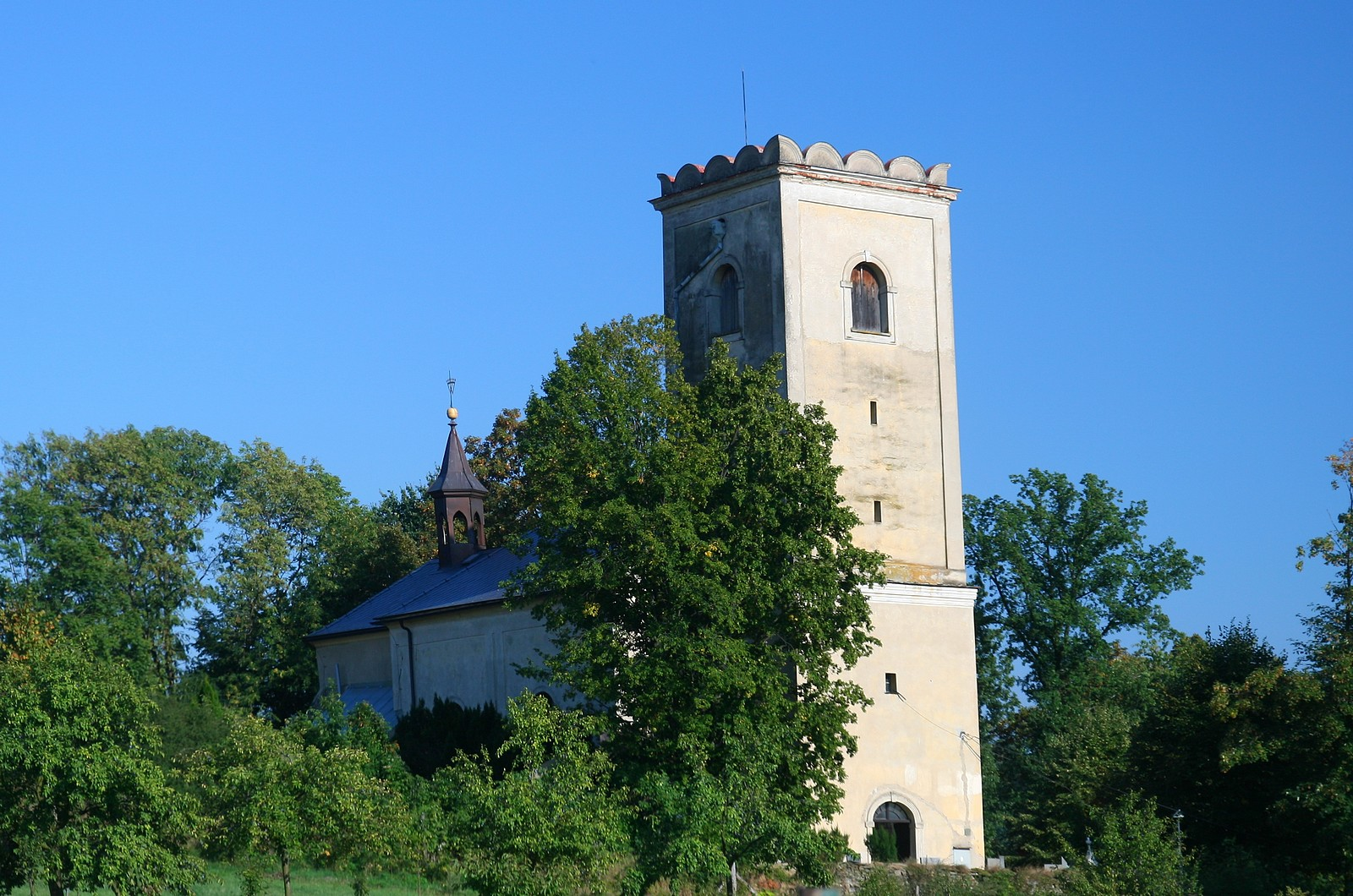
Kirche Mariä Himmelfahrt

Jerlochovice (deutsch Gerlsdorf) ist ein Ortsteil der Stadt Fulnek in Tschechien. Er liegt unmittelbar westlich von Fulnek und gehört zum Okres Nový Jičín.

## Geographie
Der als Hufendorf angelegte Ort erstreckt sich auf zwei Kilometern in den Ausläufern der Vítkovská vrchovina (Wigstadtler Bergland) beiderseits des Husí potok (Gansbach), dem in der Ortsmitte der Stříbrný potok  (Waschbach) zufließt. Im Norden erhebt sich der Stříbrný kopec (Jogesried, 463 m n.m.), südlich der Brožův kopec (Proschberg, 397 m n.m.) und der Kelbelový kopec (Kelbelsberg, 412 m n.m.), westlich der Mlýnský kopec (Mühlberg, 398 m n.m.) und die Stříbrná hůrka (Jogesriedberg, 396 m n.m.). Am östlichen Ortsrand verläuft die Staatsstraße II/647 zwischen Fulnek  und Odry (Odrau). Das Dorf liegt im Naturpark Oderské vrchy.
Nachbarorte sind Vrchy (Waltersdorf) und Lukavec (Luck) im Norden, Bravinné (Brawin) und Hájek (Hajka) im Nordosten, Fulnek im Osten, Stachovice (Stachenwald),  Hladké Životice (Seitendorf b. Fulnek) und Kletné (Kletten) im Südosten,  Jestřabí (Jastersdorf) im Süden, Hvězdová (Sternfeld), Tošovice (Taschendorf) und Jakubčovice nad Odrou (Jogsdorf) im Südwesten, Heřmanice u Oder (Groß Hermsdorf) und Véska (Dörfel) im Westen sowie Vlkovice (Wolfsdorf) und Dolejší Kunčice (Kunzendorf) im Nordwesten.

## Geschichte
Das Ortsbild mit Hufenflur, Drei- und Vierseithöfen lässt darauf schließen, dass das nach einem Lokator Gerlach benannte Dorf während der deutschen Kolonisation im 13. Jahrhundert angelegt wurde. Die erste schriftliche Erwähnung des zur Herrschaft Fulnek gehörigen Dorfes Gerlaci villa erfolgte 1293, als der Grundherr Ulrich von Lichtenburg die Vogtei in Jílovec nach dem Leobschützer Recht verlieh, wobei der Jerlochovicer Pfarrer Gerlacus als Zeuge auftrat. 1316 erwarben die Herren von Krawarn den Besitz. Nach dem Tod des Wok I. von Krawarn erbten dessen Söhne Johann und Drslaw I. die Herrschaft Fulnek gemeinschaftlich; sie stifteten 1329 der Pfarrei Fulnek für das Seelenheil ihres Vaters eine Hufe in Gerlachsdorf und den Zins eines bei der Stadt Fulnek gelegenen Hofes. Als Drslaw von Krawarn 1337 alleiniger Besitzer der Herrschaft Fulnek wurde, ist auch Gerlaci villa als Teil dieser aufgeführt. Drslaw III. von Krawarn übertrug 1379 das Benefizium in Gerlach der Kirche in Fulnek. Nach der Gründung des Augustiner-Chorherrenstifts Fulnek wurde die Pfarrei Gerlachsdorf diesem übertragen. Am Jogesried (Stříbrný kopec) wurde seit dem Spätmittelalter Bergbau auf Silber und Bleiglanz betrieben; der Name des Waschbaches (Stříbrný potok) leitet sich von einer Erzwäsche her.
Die Herren von Krawarn hielten die Herrschaft bis 1437. Aus dem Jahre 1475 sind die Namensformen Gerlachowitz und Jerlochovice überliefert. Der Troppauer Herzog Viktorin veräußerte 1475 die Herrschaft Fulnek an Johann von Zierotin, der sie 1480 anstatt in der Troppauer in der Olmützer Landtafel einlegen ließ; damit gelangte auch Gerlachowitz an Mähren. Im Jahre 1485 verzichtete Johann von Zierotin gegen einen jährlichen Zins auf das Anfallsrecht in Petrowitz, Seitendorf, Klantendorf, Gerlachowitz und Stachenwald. Zur Beilegung des anhaltenden Streites wegen der Einlegung der Herrschaften Fulnek und Odra in die mährische Landtafel wurde 1493 eine neue Grenzziehung zwischen Mähren und Schlesien vorgenommen, bei der die Herrschaft Fulnek endgültig dem Markgraftum Mähren zugeschlagen und die Stiftsdörfer Petrowitz, Altstadt, Bielowetz, Bielau, Eilowitz, Luck und Tyrn bei Schlesien verblieben. Die neue Grenze verlief hier entlang des Husí potok (Steinbach) und der nahezu parallel fließenden Gručovka (Lucker Bach) nach Norden, so dass Gerlachowitz den südlichen Abschluss eines bis Groitsch in das schlesische Gebiet hineinragenden mährischen Zipfels bildete.
Weitere Namensformen waren: Kerlochovice (1520), Gerlissdorf (1567), Gerlesdorf (ab 1580), Kirlitzdorf (1692), Gerlsdorf, Gerlichov (ab 1718), Gersdorf (1751), Gerlohov (1771) und Gorlechow (1794).
Die Gerlsdorfer Pfarrei wurde im 16. Jahrhundert protestantisch und erlosch 1622; die ersten Kirchenbücher wurde 1619 in Fulnek geführt. Der um 1700 eingestellte Bergbau am Jogesried wurde 1747 zusammen mit weiteren Bergwerken bei Pohorsch und Kletten durch eine Gewerkschaft unter Beteiligung des k.k. Kämmerers Graf Raigecourt wieder aufgenommen. Da der Besitzer der Herrschaft Fulnek, Graf von Würben, die Überlassung des zum Bergbau benötigten Wassers und Holzes verweigerte, wurde der Betrieb bald wieder eingestellt; der Lehnträger Johann Lorenz Malinsky geriet 1754 in Krida. Seit 1786 fand in dem Dorf Schulunterricht statt. 1812 erhielt der Erbrichter Franz Sturm die Erlaubnis zur Errichtung einer Windmühle, sie stand auf der Anhöhe nördlich über dem Dorf in der Flur Knoppesried. Das erste Schulhaus wurde 1816 errichtet.
Im Jahre 1834 bestand das im Prerauer Kreis an der Handelsstraße nach Odra gelegene und sich an die Fulneker Obervorstadt anschließende Dorf Gerlsdorf bzw. Gerlichow aus 88 Häusern, in denen 652 deutschsprachige Personen lebten. Haupterwerbsquellen waren Ackerbau und Viehzucht, daneben war in dem Ort die Wollspinnerei verbreitet. In Gerlsdorf gab es eine Filialkirche, eine Trivialschule und eine zweigängige Mühle (Fulneker Spitalmühle). Pfarrort war Fulnek. Bis zur Mitte des 19. Jahrhunderts blieb Gerlsdorf der Allodialherrschaft Fulnek untertänig.
Nach der Aufhebung der Patrimonialherrschaften bildete Gerlsdorf / Gerlichov ab 1849 mit den Ortsteilen Mährisch Wolfsdorf und Neu Würben eine Gemeinde im Gerichtsbezirk Fulnek. Ab 1869 gehörte Gerlsdorf / Gerlichov zum Bezirk Neutitschein. Mährisch Wolfsdorf löste sich im selben Jahr los und bildete eine eigene Gemeinde. Zu dieser Zeit hatte Gerlsdorf 673 Einwohner und bestand aus 96 Häusern. 1886 gründete sich eine Bergbaugesellschaft mit Gewerken aus Fulnek und Gerlsdorf zwecks Wiederaufnahme der Gruben am Jogesried, die jedoch nicht zustande kam. Im selben Jahre führte der Gansbach ein schweres Hochwasser, bei dem auch das Gerlsdorfer Wehr fortgerissen wurde. Die Straße nach Wolfsdorf und Kunzendorf wurde 1887 angelegt. Zum Ende des 19. Jahrhunderts hatten der Obstbau und die Bienenzucht Bedeutung; ein Teil der Bewohner arbeitete in den Fulneker Fabriken.
Im Jahre 1900 lebten in Gerlsdorf 690 Personen; 1910 waren es 718. Nach dem Zusammenbruch der k.k. Monarchie wurde das Dorf 1918 Teil der neu gebildeten Tschechoslowakei. Beim Zensus von 1921 lebten in den 112 Häusern der Gemeinde 742 Menschen, darunter 703 Deutsche und 19 Tschechen. Davon wohnten 668 in Gerlsdorf (98 Häuser) und 74 in Neu-Würben (14 Häuser).
Im Ortszentrum wurde 1922 ein Kriegerdenkmal enthüllt. Der tschechische Ortsname Gerlichov wurde 1924 in Jerlochovice geändert.  Die Windmühle wurde zwischen 1925 und 1930 abgebrochen. 1928 gab es in Gerlsdorf 26 Bauernhöfe mit mehr als zehn Hektar Grundbesitz sowie zahlreiche Häusler. Im Jahre 1930 bestand Gerlsdorf aus 107 Häusern und hatte 704 Einwohner; 1939 waren es 831. Das Fulneker Textilunternehmen Pollak ließ in den 1930er Jahren in Gerlsdorf eine Arbeiterkolonie für seine zumeist im Altvatergebirge wohnhaften auswärtigen Beschäftigten errichten, der Volksmund gab ihr den Namen Pollakei. Nach dem Münchner Abkommen wurde die Gemeinde im Herbst 1938 dem Deutschen Reich zugeschlagen und gehörte bis 1945 zum Landkreis Neu Titschein. Der Ortsteil Neu-Würben wurde 1938 von Gerlsdorf abgetrennt und der Gemeinde Dittersdorf zugeordnet. Bis in die 1940er Jahre wurde in der Gemeinde an Ostern der Brauch des Saatreitens gepflegt; die historische Saatreiterfahne befindet sich heute in der Stiftung Kuhländer Archiv in Ludwigsburg. Nach dem Ende des Zweiten Weltkrieges kam Jerlochovice 1945 zur Tschechoslowakei zurück; die während der deutschen Besetzung erfolgte Ausgliederung von Nové Vrbno wurde rückgängig gemacht. Die meisten der deutschsprachigen Bewohner wurden 1946 vertrieben und das Dorf neu besiedelt. Mit Beginn des Jahres 1948 wurde Jerlochovice mit Fulnek fusioniert, ohne dass das Dorf den Status eines Ortsteils erlangte. 1949 wurde Jerlochovice dem Okres Vítkov zugeordnet. Der Ortsname Jerlochovice wurde 1952 offiziell abgeschafft. Bei der Gebietsreform von 1960 erfolgte die Aufhebung des Okres Vítkov, seitdem gehört der Ort wieder zum Okres Nový Jičín. 1970 hatte Jerlochovice 551 Einwohner. Mit Beginn des Jahres 1974 erhielt das Dorf seinen Namen zurück und wurde zum Ortsteil von Fulnek erklärt. 1991 lebten in den 126 Häusern von Jerlochovice 650 Personen. Beim Zensus von 2011 hatte das Dorf 672 Einwohner und bestand aus 132 Häusern.

## Ortsgliederung
Der Ortsteil Jerlochovice bildet einen Katastralbezirk. Zu Jerlochovice gehört die Einschicht Bouda U Kohouta.

## Söhne und Töchter des Ortes
- August Gödrich (1859–1942), deutscher Radsportler

## Sehenswürdigkeiten
- Spätgotische Kirche Mariä Himmelfahrt, auf einem erhöhten Platz auf der Nordseite des Dorfes, Kulturdenkmal
- Steinernes Kreuz, vor der Friedhofsmauer
- Muttergottesbild am Kelbelový kopec, südwestlich des Dorfes am Weg nach Hvězdová. Es wurde 1854 errichtet und 2016 erneuert.
- Bildstock, auf der Wiese gegenüber dem Haus Nr. 87
- Holzkreuz zwischen zwei mächtigen Linden, sie sind als Baumdenkmale geschützt
- Gedenkstein für die Gefallenen des Ersten Weltkrieges, errichtet 1922
- Jerlochovické stěny (Gerlsdorfer Wände): Die sich an der Nordseite des Tales zwischen Jerlochovice und Fulnek erstreckende Sandsteinablagerung entstand vor 15 Millionen Jahren an der Küste eines flachen Binnenmeeres. Am nördlichen Ortsrand ist sie in einem Steinbruch über dem Seitental des Stříbrný potok freigelegt.[7]
- Ehemalige Bergwerke am Stříbrný kopec, zwei Kilometer nördlich von Jerlochovice an der Gemarkungsgrenze mit Vrchy, erhalten sind noch ein Schacht von 45 m Teufe und einige Stollen.